# Phelotrupes orientalis
Phelotrupes orientalis är en skalbaggsart som beskrevs av John Obadiah Westwood 1839. Phelotrupes orientalis ingår i släktet Phelotrupes och familjen tordyvlar. Inga underarter finns listade i Catalogue of Life.